# كيشا كاسل هيوز
كيشا كاسل هيوز (بالإنجليزية: Keisha Castle-Hughes)‏ وهي ممثلة أسترالية المولد نيوزلندية الجنسية ولدت في يوم 24 مارس 1990 في دونيبروك في أستراليا، مثلت في أفلام Hey, Hey, It's Esther Blueburger و Piece of My Heart و حرب النجوم الجزء الثالث: انتقام السيث ومثلت دور مريم العذراء في 2006 في فلم القصة الأصلية.

## الأعمال
- حرب النجوم الجزء الثالث: انتقام السيث
- القصة الأصلية
- شكرا لخدمتك

## روابط خارجية
- كيشا كاسل هيوز على موقع IMDb (الإنجليزية)
- كيشا كاسل هيوز على موقع ألو سيني (الفرنسية)
- كيشا كاسل هيوز على موقع ميوزك برينز (الإنجليزية)
- كيشا كاسل هيوز على موقع أول موفي (الإنجليزية)
- كيشا كاسل هيوز على موقع قاعدة بيانات الأفلام السويدية (السويدية)
- كيشا كاسل هيوز على موقع إن إن دي بي (الإنجليزية)
- كيشا كاسل هيوز على موقع قاعدة بيانات الفيلم (الإنجليزية)
- كيشا كاسل هيوز على موقع كينوبويسك (الروسية)